# Ca' Loredan
Ca' Loredan ili Palazzo Corner Piscopia, Loredan je romanička palača na Kanalu Grande u venecijanskom sestieru San Marco, pored Rialta.
U njoj je danas zajedno sa susjednom palačom Ca' Farsetti, gradska uprava Venecije.

## Povijest
Palaču je podignula u 13. stoljeću kao tipični mletački fondaco (mle. fòntego), u jednoj mješavini romanike i bizantske umjetnosti obitelj Boccasi. Palača je zatim bila vlasništvo obitelji Zane, u 14. stoljeću vlasnici palače su trgovci s Levantom obitelj Corner, koje su zbog posjedovanja utvrde na Cipru nazvali Piskopia, - Corner Piskopia. Oni su značajno povećali i preuredili palaču. Nakon udaje posljednje članice obitelji Corner Piskopia, Lucrezie 1703. za Giovannia Loredana, - palača je postala vlasništvo te obitelji sve do 1816. Od tog vremena palača je služila za mnoge namjene, jedno vrijeme bila je Hotel de la Ville.
Venecijanska općina kupila je palaču Ca' Loredan 1868. za sjedište svoje administracije. Palača je temeljno restaurirana 1881.

## Izgled palače
U prizemlju palače nalazi se središnji portik s pet romaničko - bizantskih lukova koje nose četiri korintska stupa, na bokovima su bifore. Prvi kat (piano nobile) je sličnog samo zgusnutog rasporeda, iznad portika je loggia sa sedam lukova, a sa svake strane po jedna trifora. Drugi kat i mezanin su prigradnje iz kasnijih stoljeća.
Salon na prvom katu palače Loredan je dvorana za sjednice grada Venecije.

## Vanjske poveznice
- (tal.) Cà Farsetti e Cà Loredan  Arhivirana inačica izvorne stranice od 15. veljače 2021. (Wayback Machine)